# Steinbrücke 22 (Quedlinburg)

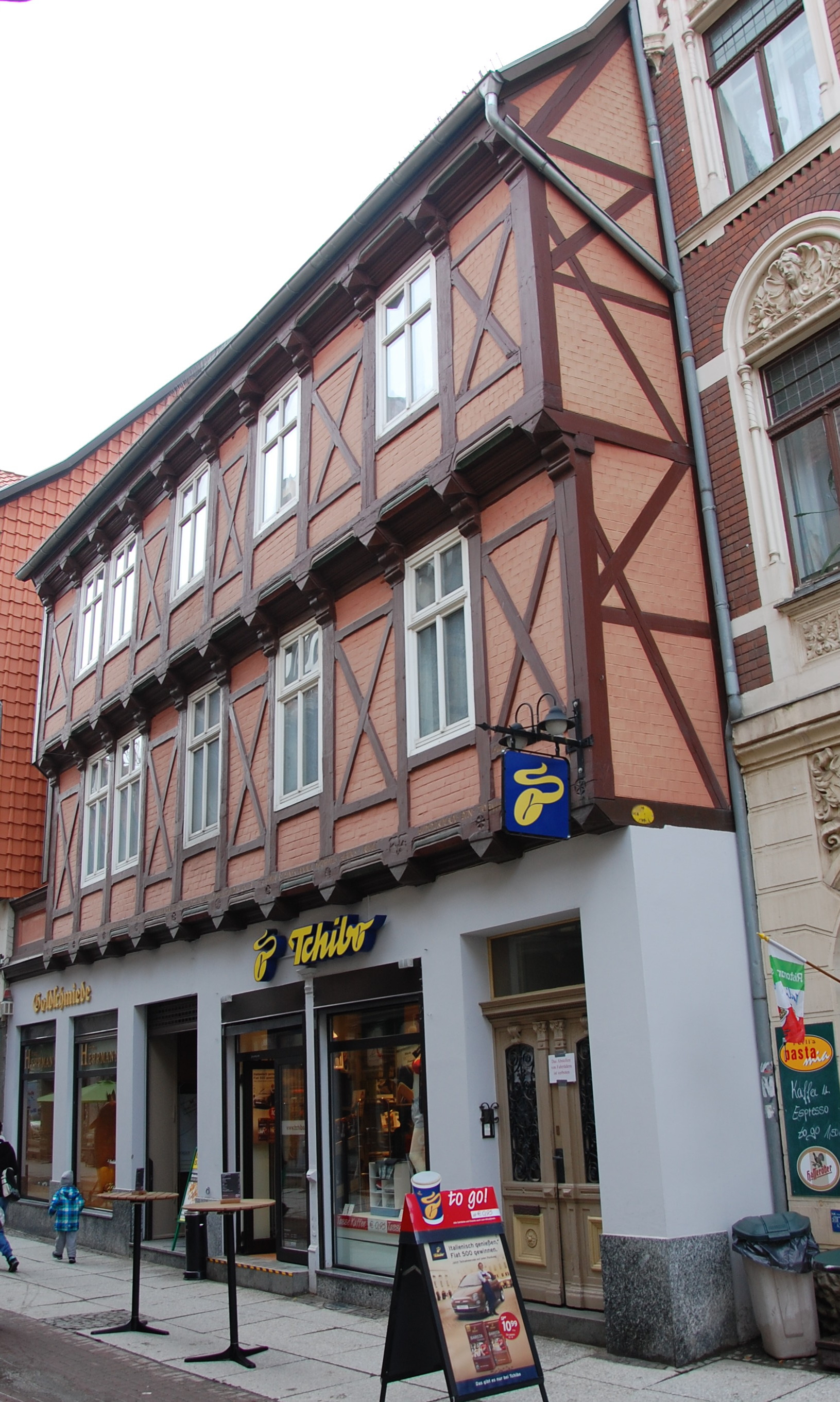
Haus Steinbrücke 22

Das Haus Steinbrücke 22 ist ein denkmalgeschütztes Gebäude in der Stadt Quedlinburg in Sachsen-Anhalt.

## Lage
Es befindet sich südlich des Quedlinburger Marktplatzes, auf der Westseite der Straße Steinbrücke. Im Quedlinburger Denkmalverzeichnis ist es als Wohnhaus eingetragen. Südöstlich grenzt das gleichfalls denkmalgeschützte Haus Steinbrücke 21, nordwestlich das Haus Steinbrücke 23 an.

## Architektur und Geschichte
Das dreigeschossige Fachwerkhaus entstand nach einer Bauinschrift im Jahr 1677. Die mit einem Wappen versehene Inschrift HANS REULE ZIMMERMAN verweist auf den Quedlinburger Zimmermeister Hans Reule. Als zierende Elemente finden sich am Fachwerk Pyramidenbalkenköpfe und profilierte Füllhölzer. Im Jahr 1882 wurde die Fassade erneuert und in das Erdgeschoss ein Ladengeschäft mit einer Tür im Stil des Historismus eingefügt. Eine Bauinschrift verweist auf dieses Jahr. 1903 wurde der Eingang des Geschäfts im Jugendstil umgebaut.
Hofseitig befinden sich zweigeschossige Fachwerkgebäude aus dem 18. Jahrhundert.